# Gustave Simon
Pour les articles homonymes, voir Simon et Gustave Simon (homonymie).
Ne pas confondre avec Gustav Simon
Gustave Simon est un écrivain et journaliste français, né Marie-Charles-Stéphane-Gustave Suisse, le 28 novembre 1848 dans l'ancien 1er arrondissement de Paris, ville où il est mort le 20 janvier 1928.
Il est le fils de l'écrivain et homme politique Jules Simon.

## Biographie
Après des études de médecine, Gustave Simon est aide-major à l'hôpital du Val-de-Grâce pendant le siège de Paris en 1870, mais quelques années plus tard, devenu médecin, il choisit d'abandonner la médecine pour devenir journaliste. En 1878, il crée à Lille avec son frère Charles Simon le journal Le Petit Nord, dont il prend la direction politique. Les deux frères fondent ensuite à Paris Le Petit Bleu de Paris, un quotidien illustré. Secrétaire de la rédaction du Journal officiel en 1890, directeur du périodique Le Calais, chroniqueur théâtral de l’Indépendance belge, collaborateur de divers journaux et revues, notamment du Temps, de La Revue hebdomadaire, il dirige La Revue des familles, et devient vice-président de l'Association des journaux républicains. Il publie en 1892 son premier livre, L'Art de vivre, puis avec son père Jules Simon, ancien président du Conseil, La Femme du XXe siècle.

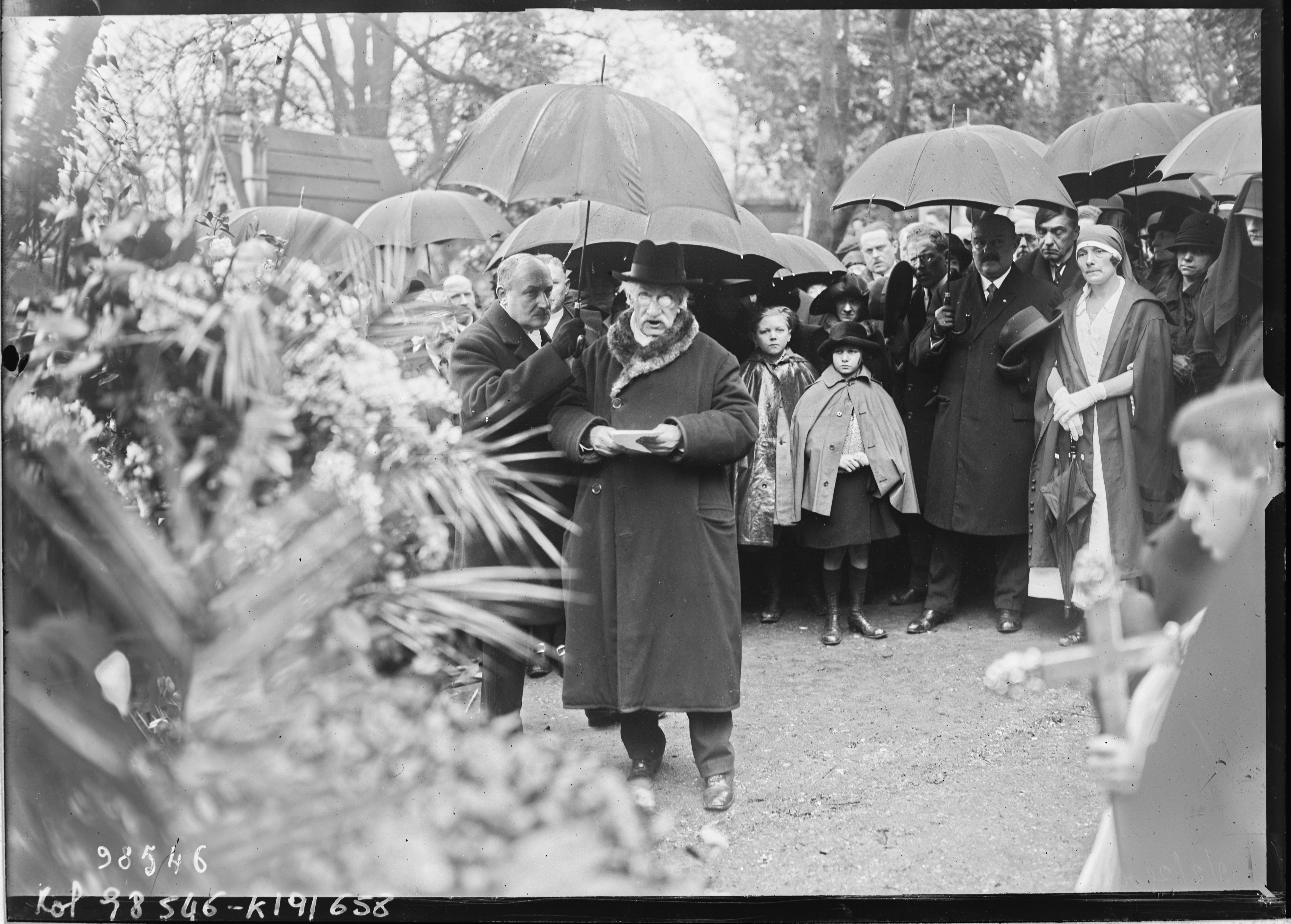
Obsèques de Georges-Victor Hugo, discours de Gustave Simon au cimetière du Père-Lachaise (1925).

Lors de son mariage, en février 1879, avec Sarah Sourdis, fille du banquier juif Mardochée Sourdis (maire du Port-Marly et propriétaire du château du Val-André), il a pour témoinsVictor Hugo et Camille Sée. Après la mort d'Hugo, et celle de Paul Meurice en 1905, Gustave Simon est désigné par les héritiers comme tuteur d'Adèle Hugo, et nouvel exécuteur testamentaire du poète, dont il devient dès lors l'éditeur majeur, dirigeant les Œuvres complètes, publiant de très nombreux inédits, et consacrant à Hugo un nombre important d'ouvrages.
Il meurt à 79 ans, en 1928, d'une angine de poitrine, au no 7 de la place de la Madeleine, dans la maison où il était né.

## Livres
- L'Art de vivre, préface de Jules Simon, Armand Colin, 1892
- La Femme du XXe siècle de Jules Simon et Gustave Simon, Calmann Lévy, 1892 ; lire en ligne sur Gallica
- Visite à la maison de Victor Hugo, Paris, Société d'éditions littéraires et artistiques, 1904
- L'Enfance de Victor Hugo, Hachette, 1904
- Le Roman de Sainte-Beuve, Paris : P. Ollendorff, 1906
- La Grâce de Barbès, La revue de Paris, 1909
- La Vie d'une femme : Mme Victor Hugo, P. Ollendorff, 1914
- Dix années de collaboration : Alexandre Dumas - Auguste Maquet, La Revue de Paris, 1919 ; réédition, Paris, Coda, 2010
- « Mounet-Sully : notes et souvenirs »  dans La Revue hebdomadaire, 1922
- Chez Victor Hugo. Les Tables tournantes de Jersey, procès-verbaux des séances présentés et commentés par Gustave Simon, Louis Conard éditeur, 1923

## Éditeur
- Jules Simon, Premières années, publié par Gustave et Charles Simon, Paris, Éditions Flammarion, 1901 ; En ligne sur archive.org
- Jules Simon, Figures et Croquis, publié par Gustave et Charles Simon, Paris, Éditions Flammarion, 1909
- Victor Hugo, Choses vues, Librairie Ollendorff, 1913
- Victor Hugo, La Belgique, préface de Gustave Simon, Delagrave, 1915
- Victor Hugo, Pro patria, préface de Gustave Simon, Delagrave, 1915
- Victor Hugo, Les Misères, première version des Misérables, préface de Gustave Simon, 1927
- Victor Hugo, Œuvres choisies, illustrées par Léopold-Lacour, préface de Gustave Simon, Larousse, 1930
- Victor Hugo, Océan, Tas de pierres, Albin Michel, 1942

## Éloges
« Tous ceux qui l'ont approché ont apprécié sa bonne grâce et sa courtoisie, mais il n'aura été donné qu'aux siens de savoir jusqu'où allait envers l'infortune sa bonté. Sa mémoire était une mine d'anecdotes qu'il contait avec un esprit hérité du plus charmant des conteurs. Il corrigeait avant la crise finale les dernières épreuves d'un livre dans lequel il rappelle philosophiquement tant de choses vues du haut de ce balcon, dans la maison où il est né il y a près de quatre-vingts ans, et où, particularité si rare à Paris, il vient de mourir. »

— Le Temps, 21 janvier 1928

« Familier des Gambetta, des Renan, des Jules Ferry, des Pasteur, le docteur Simon était l'un des derniers et des principaux témoins de toutes les gloires françaises qui ont honoré ce dernier demi-siècle. »

— Le Petit Parisien, 21 janvier 1928